# Aleksandr Pomorow
Aleksandr Adrianowicz Pomorow (ros. Алекса́ндр Адриа́нович Помо́ров, ur. 22 marca 1931 we wsi Michajłowka w rejonie kołosowskim w obwodzie omskim, zm. 28 sierpnia 2006 w Tomsku) – radziecki i rosyjski polityk komunistyczny, deputowany Dumy Państwowej (1995-1999), I sekretarz Komitetu Obwodowego KPZR/Komunistycznej Partii Federacji Rosyjskiej w Tomsku (1990-2004).
Od 1954 członek KPZR, w 1955 ukończył Tomski Instytut Politechniczny. 1955-1960 I sekretarz Komitetu Miejskiego Komsomołu w mieście Tomsk-7 (obecnie Siewiersk), 1960-1964 technolog i zastępca głównego inżyniera w Syberyjskim Kombinacie Chemicznym, 1974–1979 szef Zarządu Rurociągów Naftowych Centralnej Syberii, 1979-1981 zastępca kierownika wydziału przemysłowo-transportowego Komitetu Obwodowego KPZR w Tomsku, 1981-1985 kierownik wydziału przemysłu chemicznego Komitetu Obwodowego KPZR w Tomsku, równocześnie 1984–1985 doradca KC KPZR w Demokratycznej Republice Afganistanu, 1985-1990 sekretarz Komitetu Obwodowego KPZR w Tomsku, 1990-1991 członek KC KPZR. Od 1 czerwca 1990 do 16 października 2004 I sekretarz Komitetu Obwodowego KPZR/KPFR w Tomsku. 1994-1995 deputowany Dumy Obwodowej w Tomsku, 1995-1999 deputowany Dumy Państwowej Federacji Rosyjskiej, członek frakcji komunistycznej.
Jako członek KC KPZR występował przeciwko polityce prowadzącej do rozpadu ZSRR, podczas pierestrojki publicznie krytykował Gorbaczowa za „bezmyślne reformy”. W 2003 podczas wyborów na gubernatora obwodu tomskiego jako kandydat zajął drugie miejsce uzyskując 12% głosów.

## Odznaczenia
- Order Czerwonego Sztandaru Pracy
- Order Przyjaźni Narodów (dwukrotnie)
- Order „Znak Honoru”